# James B. Frazier

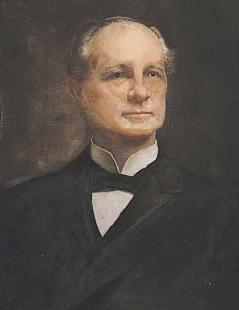
James B. Frazier

James Beriah Frazier (* 18. Oktober 1856 in Pikeville, Tennessee; † 28. März 1937 in Chattanooga, Tennessee) war ein US-amerikanischer Politiker und 32. Gouverneur von Tennessee.

## Frühe Jahre und politischer Aufstieg
James Frazier besuchte das Franklin College und absolvierte 1878 die University of Tennessee. Anschließend studierte er Jura und verdiente sich das nötige Geld als Lehrer. 1880 wurde er als Anwalt zugelassen und Teilhaber der in Chattanooga ansässigen Kanzlei Dewitt, Shepard and Frazier. Frazier gehörte der Demokratischen Partei an. Aufgrund seiner anziehenden Persönlichkeit und seiner rhetorischen Fähigkeiten gelang es ihm, eine politische Karriere aufzubauen. Im Jahr 1900 unterstützte er den demokratischen Präsidentschaftskandidaten William Jennings Bryan und gehörte sogar zu dessen Wahlmännern. Bryan unterlag bei der Wahl aber dem Republikaner William McKinley. 1902 kandidierte Frazier erfolgreich für das Amt des Gouverneurs.

## Gouverneur von Tennessee
Als Gouverneur legte er Wert auf finanzielle Einsparungen. Dadurch gelang ihm ein beträchtlicher Rückgang der Staatsverschuldung. Trotzdem setzte er sich, auch finanziell, für den Ausbau des öffentlichen Schulsystems, vor allem in den ländlichen Landesteilen ein. Ein weiteres Anliegen war die Verbesserung der Arbeitsbedingungen und Sicherheitsvorkehrungen in den Kohlebergwerken des Landes. Er unterstützte außerdem Gesetze zur Kontrolle des Verkaufs und Handels mit alkoholischen Getränken. 1904 wurde Frazier in seinem Amt bestätigt. Er absolvierte jedoch nur zwei Monate seiner zweiten Amtszeit und trat am 21. März 1905 zurück, weil er Nachfolger des verstorbenen US-Senators und früheren Gouverneurs William Brimage Bate im US-Senat wurde. Der Vorsitzende des Senats von Tennessee John I. Cox beendete die angefangene Amtszeit Fraziers als Gouverneur von Tennessee.

## Weitere Karriere und Tod
Die folgenden Jahre bis zum März 1911 verbrachte Frazier im Senat in Washington, D.C. Als demokratischer Senator setzte er sich für den Ausbau des amerikanischen Straßennetzes mit Hilfe von Bundesmitteln ein. Außerdem forderte er die Einführung einer bundesweiten Einkommensteuer. Nachdem 1910 seine Wiederwahl in den Senat gescheitert war, zog er wieder nach Chattanooga zurück, um seine Anwaltstätigkeit wieder aufzunehmen. Dort unterstützte er sowohl seine Methodistische Kirchengemeinde als auch eine Freimaurerloge, der er angehörte. Frazier starb am 28. März 1937 in Chattanooga.
Er war mit Louise Douglas Keith verheiratet, mit der er vier Kinder hatte. Sein Sohn James Beriah Frazier junior wurde später ebenfalls politisch tätig.